# Cathariostachys madagascariensis
Cathariostachys madagascariensis es una especie de bambú de la familia Poaceae. Es endémico de la isla de Madagascar; en idioma malgache se conoce como volohosy.
Esta especie es la principal fuente de alimento de los lémures del bambú, especialmente para el lémur dorado (Hapalemur aureus). Este bambú contiene cianuro, sobre todo en sus brotes en crecimiento.

## Taxonomía
Cathariostachys madagascariensis  fue descrita por (A.Camus) S.Dransf. y publicado en Kew Bulletin 53(2): 394. 1998.
Sinonimia
- Cephalostachyum madagascariense A.Camus, 1925[5]
- Cephalostachyum viguieri A.Camus, 1925[6][7]